# Oghusische Sprachen

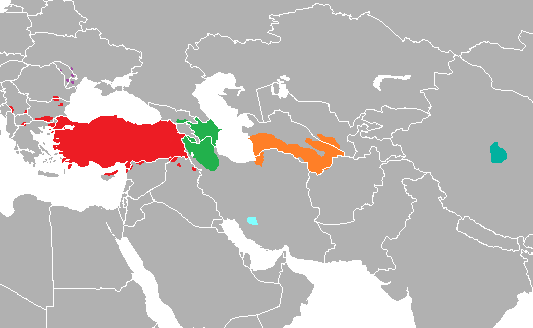
Verbreitung der oghusischen Sprachen

Die oghusischen Sprachen (türkisch Oğuz dilleri/Oğuzca), auch Südwesttürkisch, sind ein Zweig der Turksprachen. Sie umfassen neun Sprachen mit bis zu 100 Millionen Muttersprachlern.
Ihre bedeutendsten heutigen Vertreter sind die türkische mit rund 60 Millionen und die aserbaidschanische Sprache mit etwa 30 Millionen Sprechern.
Heutige oghusische Turksprachen sind „West-Oghusisch“, „Ost-Oghusisch“ und „Süd-Oghusisch“. Zu diesen Turksprachen gehören folgende Sprachen oder Dialekte:
- West-Oghusisch:
  - Türkisch
  - Aserbaidschanisch
  - Gagausisch
- Ost-Oghusisch:
  - Turkmenisch
  - Chorasan-Türkisch
- Süd-Oghusisch:
  - Kaschgaisch
  - Aynallu
  - Afscharisch

Salarisch wird heute zur südosttürkischen Gruppe (Uighurisch) gezählt, historisch entwickelte sie sich aber aus dem oghusischen Sprachzweig der Turksprachen. Umgekehrt entwickelten sich das Krimtatarische und das Urum (Sprache) aus der kiptschakischen Sprachgruppe, näherten sich jedoch stark den oghusischen Sprachen an.
| Sprache           | Sprecherzahl | hauptsächlich verbreitet in folgenden Ländern (mit Sprecherzahlen)                                                                                             |
| Türkisch          | 60 Mio.      | Türkei 55 Mio. (S2 70 Mio.), Balkan 2,5 Mio., Türkische Republik Nordzypern 300.000, GUS 300.000, Deutschland 2 Mio., sonstiges West- und Mitteleuropa 700.000 |
| Gagausisch        | 330.000      | Republik Moldau 170.000, Balkan 130.000, Ukraine 20.000, Bulgarien 10.000                                                                                      |
| Aserbaidschanisch | 20–30 Mio.   | Iran 12–20 Mio., Aserbaidschan 8 Mio., Türkei 500.000, Irak 500.000, Russland 350.000, Georgien 300.000, Armenien 200.000                                      |
| Turkmenisch       | 6,8 Mio.     | Turkmenistan 3,8 Mio., Iran 2 Mio., Afghanistan 500.000, Irak 250.000, Usbekistan 250.000                                                                      |
| Chorasan-Türkisch | 1.000.000    | Iran (Provinz Chorasan) |
| Kaschgai          | 1,5 Mio      | Iran (Provinzen Fars, Chuzestan) |
| Aynallu           | 7.000        | Iran (Provinzen Markazi, Ardebil, Zanjan) |
| Afscharisch       | 300.000      | Afghanistan (Kabul, Herat), Nordost-Iran |
| Salarisch         | 55.000       | China (Provinzen Qinghai, Gansu) |